# Бадраковська сільська рада
Бадра́ковська сільська рада (рос. Бадраковский сельский совет) — муніципальне утворення у складі Бураєвського району Башкортостану, Росія. Адміністративний центр — присілок Большебадраково.

## Населення
Населення — 1539 осіб (2019, 2076 в 2010, 2407 в 2002).

## Склад
До складу поселення входять такі населені пункти:
| Населений пункт           | Населення, осіб (2002) | Населення, осіб (2010) |
| ------------------------- | ---------------------- | ---------------------- |
| Берлячево, присілок       | 314                    | 236                    |
| Большебадраково, присілок | 446                    | 430                    |
| Калмиково, присілок       | 93                     | 56                     |
| Малобадраково, присілок   | 269                    | 225                    |
| Наришево, присілок        | 124                    | 106                    |
| Сілосово, присілок        | 337                    | 284                    |
| Старобікметово, присілок  | 338                    | 328                    |
| Старотукраново, присілок  | 220                    | 173                    |
| Тукаєво, присілок         | 109                    | 101                    |
| Улеєво, присілок          | 154                    | 137                    |